# ダン・グエット

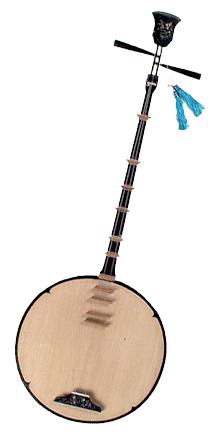

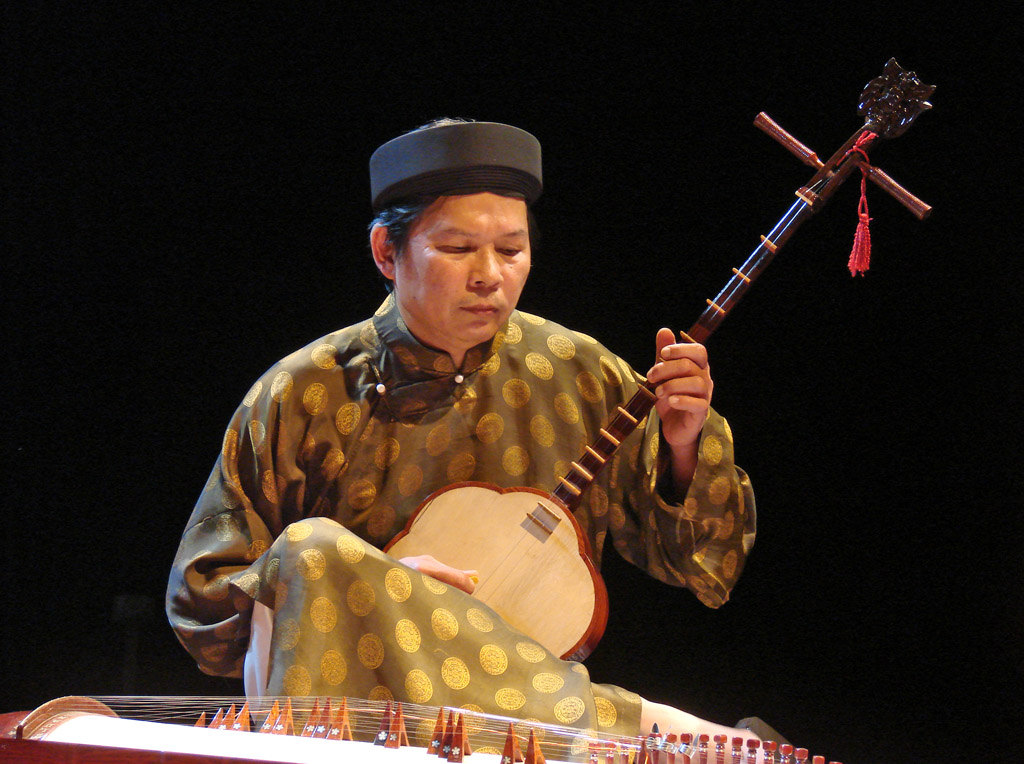

ダン・グエット (ベトナム語：đàn nguyệt / 彈月、発音 [ɗǎn ŋwiə̂ˀt])は、ベトナムの民族楽器の一つである。撥弦楽器に分類される。グエット・カム (ベトナム語：nguyệt cầm / 月琴)やダン・キム (ベトナム語：đàn kìm) とも呼ばれる。ベトナムにおいて、古典音楽にも民謡にも用いられ、ベトナム中で親しまれ続けている楽器である (とは言え20世紀には、代替の楽器としてアコースティックギターやエレキギターを好む音楽家も増えている)。

## 概要
全長約1メートル、胴の直径は約36センチメートル、胴の厚さは約6センチメートルである。フレットは8つある。弦は、2本又は4本あり、以前は縒った絹を用いていたが、今日では、ナイロン弦や釣り糸を用いる。弦は西洋の撥弦楽器に比べて、かなり緩い張力で張られる。この緩く張られた弦と迫り上がったフレットは、ベトナムの伝統音楽には欠かせないポルタメント奏法の一種を演奏するのに適している。そのポルタメント奏法は、指の移動によってではなく、弦を棹に向かって押し下げる事によって行われる。弦は普通、小さな爪 (ピック) で弾かれる。
ダン・グエット (đàn nguyệt) と nguyệt cầm は両方とも、「月の弦楽器」を意味している。cầm は中国語の琴 (qín) に由来する漢越詞 (漢語由来のベトナム語語彙) である。名称こそ月琴と関連するものの、ダン・グエットは中国の月琴より棹が長く、その点においてはむしろカンボジアのチャー・プイと似ている。ベトナムでは中国の月琴に当たるものは、ダン・ドアンまたはダン・タウと呼ばれている。

## 調弦
何通りもの調弦方法が存在する。一般的には二弦が完全五度または完全四度になるように調弦される。稀にはオクターブの場合もある。それ故、決められた絶対的音程は存在せず、他の楽器や声に合わせてその都度変えられる。

### 動画
- Đàn nguyệt video